# Матиськи
Матиськи — урочище в Смоленской области России, расположенное на территории национального парка Смоленское Поозерье, в 6 и 7 кварталах Куров-Борского лесничества.
Представляет собой заболоченную местность, покрытую хмызником (диал. горы сучьев или стволов упавших деревьев). Урочище упоминается в исторической краеведческой литературе о Великой Отечественной войне. «Ноябрь. Урочище Матиськи. В коревских лесах отряды остановились на возвышенности севернее деревни Зальнево» (В. Гавриленков «На земле Демидовской») В здешних местах встречаются интересные пейзажи с сухими корягами причудливой формы. Один из таких видов публиковался в National Geographic.